# Рипуарская Википедия
Рипуа́рская Википе́дия (рип. Ripoarisch Wikkipedija или Википедия на рипуарских языках, рип. Wikkipedija en Ripoarisch Platt) — раздел Википедии на рипуарских диалектах немецкого языка. Изначально проект был запущен 6 июля 2005 года как WiKoelsch на частном сервере, и преобразован в языковой раздел Википедии в апреле 2006 года. Поскольку число говорящих на рипуарских диалектах людей снижается, то Рипуарская Википедия относится к разделам на вымирающих языках.

## История

### Этап подготовки
Первые дискуссии о Википедии на кёльнском диалекте, а затем и вообще на рипуарских диалектах, начались в 2004 году в Немецкой Википедии. На рипуарских языках говорят в основном в административном округе Кёльн на юго-западе федеральной земли Северный Рейн-Вестфалия в Германии и в небольших прилегающих территориях в Рейнланд-Пфальце, Бельгии и Нидерландах.

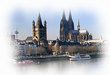
Логотип WiKoelsch

В первой половине половины 2005 года появилась первая небольшая группа участников, которая была готова создать вики-энциклопедию на своём родном языке. Один из них установил движок Mediawiki на свой сервер и 6 июля 2005 года сделал его доступным на домене wikoelsch.dergruenepunk.de Архивная копия от 21 августа 2017 на Wayback Machine. После фазы первоначального затишья, за оставшуюся часть года были созданы чуть более 1000 страниц. Примерно половина из них представляли собой стабы и страницы разрешения неоднозначностей, например, по поводу сокращений.
Вместе с тем, уже в сентябре 2004 года был сделан запрос на создание Википедии на рипуарских языках, который способствовал дискуссии, которая в конечном итоге привела к принятию предложения Попечительским советом Фонда Викимедиа за два дня до Рождества в том же году.
Хотя Википедия посвящена всем рипуарским диалектам, это была — часть вместо целого — должен был быть создан с идентификатором ksh для Вики и межъязыковые ссылки на него. Это был код SIL, который позже должен был стать кодом стандарта ISO 639-3. Он относится исключительно к кёльнскому диалекту, крупнейшему и наиболее документированному из всего рипуарского разнообразия. Совместный консультативный комитет ISO 639 отказался добавить ksh в стандарт ISO 639-2 и создать код для рипуарской группы в тот момент.
24 марта 2005 года был создан новый раздел Википедии под доменом ksh.wikipedia.org.

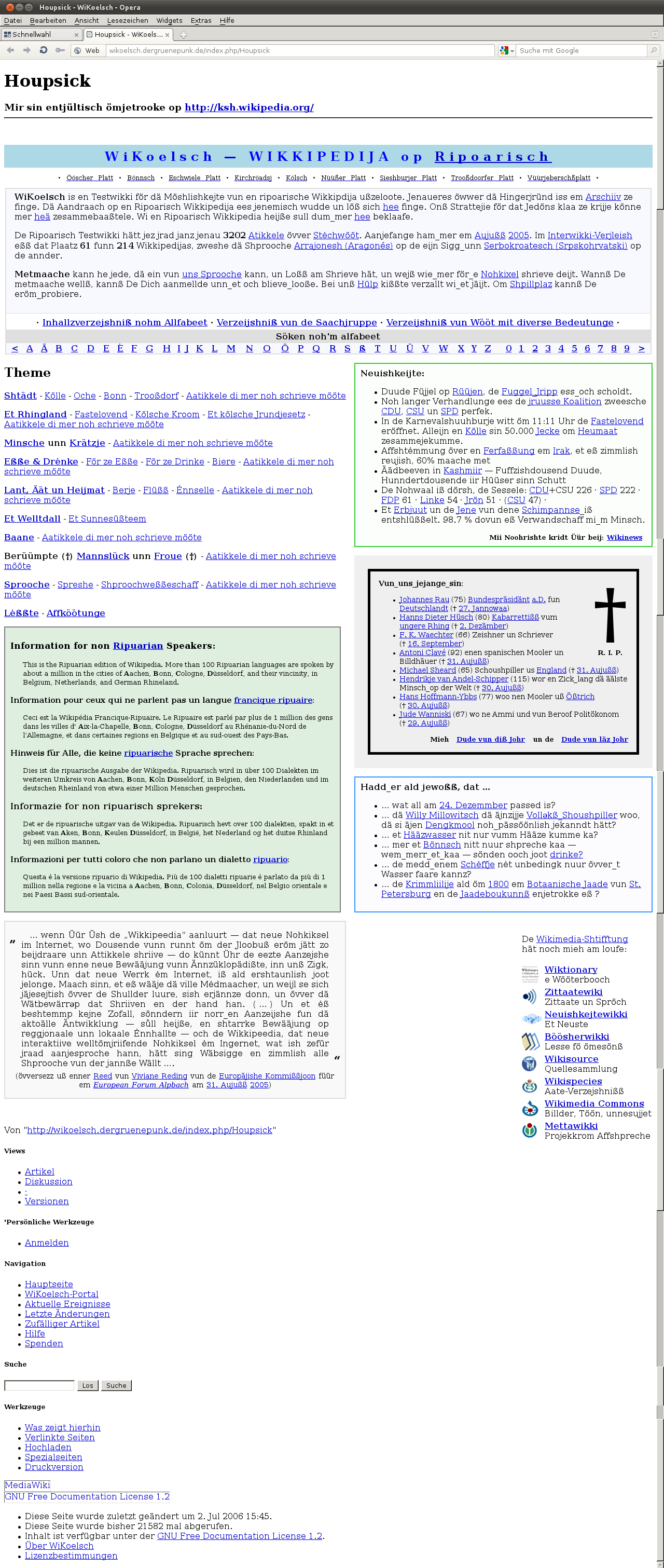
Скриншот главной страницы WiKoelsch после запуска Википедии на рипуарских языках.

27 декабря 2005 года число статей достигло 1000. 1000-й стала статья Nübbelshe.

### Перемещение
Когда новый раздел Википедии был создан на сервере Фонда Викимедиа под доменом ksh.wikipedia.org и был готов к использованию, серия технических неполадок на тестовом сайте задержала копирование контента оттуда. Также оказалось невозможным перенести данные непосредственно с одного сервера SQL на другой, таким образом, необходимо было задействовать недавно разработанную в MediaWiki возможность экспорта и импорта страниц. В ходе этого процесса был обнаружен ряд ошибок и недостатков, которые пришлось исправлять. Так как не было возможности переноса учётных записей пользователей и паролей, один доброволец разработал и разместил веб-страницу с двойным логином, позволяющую вводить две пары логин/пароль, которые автоматически сверялись с каждой Википедией. В случае успеха, публичный список пар имён пользователей обновлялся, поэтому преемственность пользователя и правильная атрибуция была гарантирована. К концу апреля 2006 года Рипуарская Википедия стала наконец пригодной для использования, содержа страницы данных с историями правок, но на вычищение различных остаточных проблем, связанных с переходом, потребовалось ещё несколько месяцев. В тот момент раздел содержал свыше 3200 статей.
WiKoelsch продолжала существовать в интернете довольно долгое время и прекратила своё существование уже в начале осени 2007 года. Частично доступен в интернет-архиве и поныне.

### Дальнейшая работа
Хотя кёльнская локализации MediaWiki, уже была на этапе подготовки, она была неполной и частично устаревшей. С появлением Википедии, был сделан новый шаг с целью продолжения сотрудничества; первоначально в немецкой Википедии, а позднее, с середины 2006 года, в Рипуарской. Хотя планировалось обеспечить по крайней мере два рипуарских диалекта, что не получилось из-за серии неудач. В последние дни августа, 2006 года, только один из локализаций стал доступен в интернете.
К концу 2006 года последовал ряд жёстких и в части излишне личных рассуждения по поводу правописания Рипуарской Википедии, что привело к почти двухмесячной войне правок и, по-видимому, несерьёзному предложению создания Википедии только на Кёльнском диалекте В начале 2007 года некоторые активные участники покинули проект. В итоге, учитывая, отсутствие единых языковых норм, участники пришли к тому, что каждый участник пишет, как он хочет.
27 февраля 2007 года была создана 6000-я статья.
5 декабря 2008 года был загружен 100-й файл.
9 января 2009 года в издании rp-online.de появилась небольшая статья о Рипуарской Википедии.
1 февраля 2009 года была написана 10000-я статья. 14 августа того же года число статей вновь достигло 10000.
15 марта 2011 года благодаря удалению свыше 8000 созданных ботом стабов общее число статей опустилось ниже 2000.

## Статистика
По состоянию на 17 июля 2025 года раздел Википедии содержит 3003 статей и занимает 245 место по количеству статей среди всех разделов. Общее число правок составило 1 609 284.
Зарегистрировано 24 279 участников, из них 12 совершили какое-либо действие за последние 30 дней, а 3 участника имеют статус администратора.
Рипуарская Википедия имеет второй наибольший среди всех разделов Википедии показатель глубины, который составляет 994 (для сравнения, глубина Английской Википедии составляет 1320).